# هانس ریگوتی
هانس ریگوتی (انگلیسی: Hans Rigotti؛ زادهٔ ۱۵ مهٔ ۱۹۴۷) بازیکن فوتبال اهل آلمان است.
از باشگاه‌هایی که در آن بازی کرده‌است می‌توان به باشگاه فوتبال بایرن مونیخ و باشگاه فوتبال نورنبرگ اشاره کرد.